# Frank Mantek
Frank Mantek (ur. 20 stycznia 1959 w Jenie) – niemiecki sztangista, brązowy medalista olimpijski z Moskwy.
Reprezentował barwy NRD. Zawody w 1980 były jego jedynymi igrzyskami olimpijskimi. W Moskwie po medal olimpijski sięgnął w wadze do 90 kilogramów. Był brązowym medalistą mistrzostw świata w 1980 i 1982. Na mistrzostwach Europy zdobył brąz w 1982.